# Glipa bisbimaculata
Glipa bisbimaculata es una especie de coleóptero de la familia Mordellidae.

## Distribución geográfica
Habita en Jandlema.